# Тарасов, Михаил Михайлович (полковник)
Михаил Михайлович Тарасов (1898 — 1944) — кадровый военный, полковник. Участник Великой Отечественной войны, один из организаторов и лидеров «Братского Союза Военнопленных» (далее — БСВ), подпольной антифашистской организации (1943—1944).

## Биография
Михаил Тарасов родился 14 сентября 1898 года в селе Крюково (Крюковка) Нижегородской губернии в семье крестьянина. В возрасте 13 лет (в 1911 году) отправляется на заработки. Более 5 лет работал в бригаде штукатуров. С начала 1918 года работал кондуктором товарных поездов на станции Лукоянов Московско-Казанской железной дороги.

### Гражданская война
18 июня 1918 года призван в РККА, в рядах которой получил пулевое ранение в ногу в районе станции Шепетовки.
В 1919 году принимал участие в боях на Южном Фронте против Дениника, в 1920 году — в ликвидации банд Махно.

### Межвоенные годы
С 1920 по 1924 на различных командных должностях от командира взвода до командира роты.
В июне 1924 года за отличные показатели в боевой и политической подготовке и умелое руководство вверенными подразделениями был направлен курсантом в Киевскую объединённую школу командиров в артиллерийский дивизион.
В 1926 закончил Киевскую объединённую школу командиров РККА им. С. С. Каменева (артиллерийское отделение) по специальности командир артиллерии.
В 1932 году командир артиллерийского дивизиона 49-го артиллерийского полка.
Капитан (1936).
В 1937 году переведен на должность командира тяжелого артиллерийского дивизиона в г. Тула.
В 1938 году переведен в Тбилисское артиллерийское училище на должность командира артдивизиона курсантов.
В 1938 году вступил в ряды ВКП(б).
Депутат Тбилисского городского совета.
Майор (1939).
В 1939 году, сдав вступительные экзамены, был зачислен на заочное отделение командного факультета Артиллерийской академии имени Ф. Э. Дзержинского.
Подполковник (28.04.1940).

### Великая Отечественная война
В 1941 году, с началом Великой Отечественной войны, был откомандирован на формирование частей, направляемых на фронт.
В сентябре 1941 года был назначен начальником артиллерии 400-й стрелковой дивизии.
В составе 400-й стрелковой дивизии, входившей в 51-ю армию, принимал участие в Ростовской наступательной операции, в боевых действиях на Керченском полуострове.
К началу майского наступления 1942 года германской 11-й армии в Крыму (08-20.05.1942) 400-я стрелковая дивизия находилась в центральной части Парпачского перешейка, в ходе прорыва немецких соединений к Азовскому морю эта дивизия в числе других соединений 51-й и 47-й армий к 11.05.1942 была отрезана от отступавших советских частей. В распоряжении восьми советских дивизий двух армий осталась узкая прибрежная полоса шириной около 1 км, непрерывно простреливавшаяся противником и подвергавшаяся ударам с воздуха. 11.05.1942 командующий советской 51-й армии генерал-лейтенант В. Н. Львов погиб во время авианалета немецкой авиации на командный пункт армии. В последовавших затем боях 400-я стрелковая дивизия была уничтожена.
Во время обороны Керчи и последующей эвакуации остатков советских войск с Керченского полуострова, был ранен и попал в плен (19.05.1942). Ошибочно считался погибшим.

### Плен
В конце сентября 1942 года этапирован в офицерский лагерь Офлаг-11А (г. Владимир-Волынский).
2 октября 1942 году доставлен в шталаг Моосбург.
В одном из лагерей стал одним из организаторов и лидеров БСВ, подпольной антифашистской организации (1943—1944).
В 1944 году попал в шталаг Дахау, где, после допросов и пыток, 
4 сентября 1944 года был казнён в числе группы из 94 советских офицеров.
Казнь фигурировала в свидетельских показаниях на Нюрнбергском процессе.
Из материалов Нюрнбергского процесса:
Блаха: Летом или поздней весной 1944 года старшие русские офицеры: генералы, полковники и майоры - были доставлены в Дахау. В  последующие недели их допрашивали в политическом отделе, то есть их доставляли после каждого такого допроса в совершенно истерзанном состоянии в госпиталь, так что я мог видеть некоторых из них и хорошо знал их. Это были люди, которые неделями могли лежать только на животе, и мы должны были удалять отмиравшие части кожи и мускулов оперативным путем. Некоторые не выдерживали подобных методов допроса и погибали, остальные 94 человека затем по распоряжению из Берлина, из главного управления имперской безопасности, в начале сентября 1944 года были доставлены в крематорий и там стоя на коленях были расстреляны выстрелом в затылок.

## Память
Имя Тарасова носит улица в селе Крюково Лукояновского района Нижегородской области.

## Награды
- орден Красной Звезды (16.08.1936)[9].